# 公共行政大樓
公共行政大樓（葡萄牙語：Edifício Administração Pública）前稱「德天商業中心」，位於澳門水坑尾街162號，為澳門郵電局的物業，樓高29層，總面積約30,500平方米，設有兩層地庫、一層閣樓及一層機房。其中位於地庫一層的演講廳面積約220平方米，可容納全場211人或半場93人。目前由行政公職局及法務局租用作為辦公大樓。
隨著社會的迅速發展，澳門特區政府於2008年11月3日於公共行政大樓旁的方圓廣場設立“政府資訊中心”，原設於公共行政大樓的公眾服務暨諮詢中心及印務局分處亦遷至該址。該址於2022年8月遷至公共行政大樓。

## 樓層分佈
| 29/F | 行政公職局                                                |
| 28/F | 行政公職局                                                |
| 27/F | 行政公職局                                                |
| 26/F | 行政公職局                                                |
| 25/F | 行政公職局                                                |
| 24/F | 行政公職局                                                |
| 23/F | （消防層）                                                |
| 22/F | 行政公職局                                                |
| 21/F | 行政公職局                                                |
| 20/F | 法務局                                                    |
| 19/F | 法務局                                                    |
| 18/F | 法務局                                                    |
| 17/F | 法務局                                                    |
| 16/F | 法務局                                                    |
| 15/F | 法務局                                                    |
| 14/F | 法務局                                                    |
| 13/F | 法務局                                                    |
| 12/F | 行政公職局                                                |
| 11/F | 行政公職局                                                |
| 10/F | 法務局                                                    |
| 9/F  | （消防層）                                                |
| 8/F  | 停車場                                                    |
| 7/F  | 停車場                                                    |
| 5/F  | 停車場                                                    |
| 4/F  | 停車場                                                    |
| 3/F  | 法務局第二公證署公眾接待處                                |
| 2/F  | 法務局民事登記局公眾接待處 法務局物業登記局公眾接待處     |
| 1/F  | 法務局商業及動產登記局公眾接待處 司法援助委員會公眾接待處 |
| G/F  | 郵電局公共行政大樓分局 行政公職局公眾接待處               |
| B1/F | 演講廳 電腦室                                             |

## 其他
澳門大部分的政府部分均租用不少私人物業作辦公之用，例如中華廣場、獲多利中心、皇朝廣場等等。

## 公共交通

### 公共巴士
M100 水坑尾／高可寧大宅（R. Campo／Minsão do Kou Ho Neng）
路線：7、8
M144 水坑尾／天神巷（R. Campo／Travessa dos Anjos）
路線：2、2A、5、9、9A、12、16、16S、22、25、25B、N2
M146 水坑尾／方圓廣場（R. Campo／Vicky Plaza）
路線：2、4、18A、19
M153 水坑尾／公共行政大樓（R. Campo／Edf. Admin. Publica）
路線：2A、7、8、8A、9、9A、12、18、18B、22、25、25B、H1、H2

## 外部連結
- 澳門特別行政區政府入口網站（页面存档备份，存于）
- 行政暨公職局網站（页面存档备份，存于）
- 法務局網站（页面存档备份，存于）